# Segomo
Segomo war in der Keltischen Mythologie der Name einer Kriegsgottheit, die in Gallien verehrt wurde. In der Interpretatio Romana wurde er mit Mars gleichgesetzt.

## Mythologie und Etymologie
Segomo wird in insgesamt fünf Weiheinschriften genannt, die im ehemaligen Siedlungsgebiet der Sequaner und der Haeduer im Südosten und Osten Frankreichs gefunden wurden. Eine dieser Weihegaben aus Bolards (Nuits-Saint-Georges, Département Côte-d’Or) ist eine Pferde-Statuette (ohne Reiter), in deren Sockel der Weihespruch eingekerbt ist. Als „Herr des dunums (Befestigung)“ wurde offenbar Segomo Dunatis in Culoz (Département Ain ) verehrt.
Nach MacKillop soll Segomo dem britischen Gott Cocidius entsprechen, dies ist allerdings sehr umstritten.
Segomo wird abgeleitet vom erschlossenen proto-indogermanischen Wortteil *sego[s] („Stärke“, „Sieg“, auch „stark“, „kühn“, gleichbedeutend kymrisch hy) und kann somit als „der Starke“, „der Mächtige“, „der Siegreiche“ gedeutet werden.
Der Name des berühmten Hochkönigs von Irland, Nia Segamain, wird mit „Neffe (oder Statthalter/Vertreter) des Segomo“ übersetzt, ob ein Zusammenhang besteht, ist ungeklärt. Eine Ogham-Inschrift (NETA)SEGAMONAS (Genitiv) aus Ardmore (County Waterford) meint dies möglicherweise.